# Castéra-Vignoles
Castéra-Vignoles is een gemeente in het Franse departement Haute-Garonne (regio Occitanie) en telt 66 inwoners (2009). De plaats maakt deel uit van het arrondissement Saint-Gaudens.

## Geografie
De oppervlakte van Castéra-Vignoles bedraagt 4,2 km², de bevolkingsdichtheid is dus 15,7 inwoners per km².
De onderstaande kaart toont de ligging van Castéra-Vignoles met de belangrijkste infrastructuur en aangrenzende gemeenten.

## Demografie
Onderstaande figuur toont het verloop van het inwonertal (bron: INSEE-tellingen).